# Hohberghorn
El Hohberghorn o Hobärghorn és una muntanya de 4.219 metres que es troba a la regió de Valais a Suïssa.